# ابتسمي على منصة العرض
ابتسمي على منصة العرض (باليابانية: ランウェイで笑って، بالروماجي: Runway de Waratte) هي سلسلة مانغا يابانية من تأليف ورسم كوتوبا إينويا، نشرت من قبل كودانشا في مجلة شونن الأسبوعية، منذ 31 مايو عام 2017. أنتجت إلى مسلسل أنمي تلفزيوني من قبل استوديو إيزولا، عرض الأنمي في 11 يناير عام 2020 واستمر عرضه حتى 28 مارس عام 2020، وتكون 12 حلقة.

## القصة
تدور أحداث القصة عن تشيوكي فوجيتو هي فتاة عمرها 17 عامًا، وعارضة أزياء تعمل في شركة والدها. تشيوكي فتاة جميلة المظهر إلا أنها تفتقر إلى أهم المتطلبات لتكون عارضة أزياء وهو الطول، حيث يبلغ طولها 158 سنتيمتر. تحلم تشيوكي بالمشاركة في أسبوع باريس للموضة كممثلة لشركة والدها وتهدف إلى أن تكون عارضة أزياء، بغض النظر عن طولها.

## الشخصيات
إيكوتو تسوكورا (باليابانية: 都村 育人، بالروماجي: Tsumura Ikuto)
أداء صوتي: ناتسوكي هاناي
تشيوكي فوجيتو (باليابانية: 藤戸 千雪، بالروماجي: Fujito Chiyuki)
أداء صوتي: يوميري هاناموري
كوكورو هاسيغاوا (باليابانية: 長谷川 心، بالروماجي: Hasegawa Kokoro)
أداء صوتي: آي كايانو
توه أيانو (باليابانية: 綾野 遠، بالروماجي: Ayano Tō)
أداء صوتي: ريوهيه كيمورا
هازيمي ياناغيدا (باليابانية: 柳田 一، بالروماجي: Yanagida Hajime)
أداء صوتي: جونيتشي سوابي
كينجي فوجيتو (باليابانية: 藤戸 研二، بالروماجي: Fujito Kenji)
أداء صوتي: كازوهيكو إينوي
شيزوكو ناروكا (باليابانية: 成岡 雫، بالروماجي: Naruoka Shizuku)
أداء صوتي: فوميكو أوريكاسا
يو إيغاراشي (باليابانية: 五十嵐 優، بالروماجي: Igarashi Yu)
أداء صوتي: يوكو كايدا
كاورو كيزاكي (باليابانية: 木崎 香留، بالروماجي: Kizaki Kaoru)
أداء صوتي: أياكا فوكوهارا
ريونوسوكي إيدا (باليابانية: 江田 龍之介، بالروماجي: Eda Ryūnosuke)
أداء صوتي: كوهي أماساكي
شوكو تاكاوكا (باليابانية: 高岡 祥子، بالروماجي: Takaoka Shōko)
أداء صوتي: كيكو هان
سيرا (باليابانية: セイラ، بالروماجي: Seira)
أداء صوتي: يوي ماكينو
ماي أيانو (باليابانية: 綾野 麻衣، بالروماجي: Ayano Mai)
أداء صوتي: مايومي أسانو
فوميو نينوما (باليابانية: 新沼 文世، بالروماجي: Niinuma Fumiyo)
أداء صوتي: أياكا سوا
يوريكو تسومورا (باليابانية: 都村 百合子، بالروماجي: Tsumura Yuriko)
أداء صوتي: هوكو كواشيما
هونوكا تسومورا (باليابانية: 都村 ほのか، بالروماجي: Tsumura Honoka)
أداء صوتي: يوي إيشيكاوا
آوي تسومورا (باليابانية: 都村 葵، بالروماجي: Tsumura Aoi)
أداء صوتي: هيبيكو يامامورا
إيتشيكا تسومورا (باليابانية: 都村 いち花، بالروماجي: Tsumura Ichika)
أداء صوتي: هيكارو أكاو

## وصلات خارجية
- موقع الأنمي الرسمي باللغة اليابانية
- ابتسمي على منصة العرض على موقع ANN manga (الإنجليزية)